# Nanni Loy
Nanni Loy (Cagliari, 1925. október 23. – Fregenae, 1995. augusztus 21.) olasz filmrendező, televíziós műsorvezető.

## Életpályája
1925. október 23-án született Giovanni Loi néven Szardínia fővárosában, Cagliariban.
1995. augusztus 21-én a Róma melletti Fregenaeban hunyt el.

## Filmográfiája
- Parola di ladro (1956) (közösen Gianni Puccini-val)
- Il marito (1958) (közösen Gianni Puccini-val)
- Audace colpo dei soliti ignoti (1959)
- Un giorno da leoni (1961)
- Nápoly négy napja (Le quattro giornate di Napoli) (1962)
- Made in Italy (1965)
- Il padre di famiglia (1967)
- Rosolino Paternò soldato (1970)
- Detenuto in attesa di giudizio (1971)
- Sistemo l'America e torno (1973)
- Signore e signori, buonanotte (1976)
- Quelle strane occasioni (1976)
- Basta che non si sappia in giro (1976)
- Café Express (1980)
- Testa o croce (1982)
- Mi manda Picone (1984)
- Amici miei atto III (1985)
- Scugnizzi (1989)
- Pacco, doppio pacco e contropaccotto (1993)

## Fordítás
Ez a szócikk részben vagy egészben  a   Nanni Loy című angol Wikipédia-szócikk ezen változatának fordításán alapul.  Az eredeti cikk szerkesztőit annak laptörténete sorolja fel. Ez a jelzés csupán a megfogalmazás eredetét és a szerzői jogokat jelzi, nem szolgál a cikkben szereplő információk forrásmegjelöléseként.